# Músculo redondo menor
El músculo redondo menor (lat. musculus teres minor) es un músculo pequeño que se encuentra en el hombro, en su parte posterior. Este músculo puede estar fusionado con el músculo infraespinoso.

## Origen e inserción
Se origina en el borde inferior externo de la fosa infraespinosa. Por debajo del tubérculo infraglenoideo. Su tendón de inserción se adhiere primero a la cápsula articular del hombro y luego se inserta en la carilla inferior del tubérculo mayor del húmero.
Inserción
Sus fibras se extienden oblicuamente hacia arriba y lateralmente; las superiores terminan en un tendón que se inserta en la menor de las tres impresiones en el tubérculo mayor del húmero, el más bajo fibras se insertan directamente en el húmero inmediatamente por debajo de esta impresión.

## Relaciones
El tendón de este músculo pasa a través, y se une a la parte posterior de la cápsula de la articulación del hombro.
Junto con el borde lateral de la escápula y la cabeza larga del tríceps braquial, delimita el triángulo omotricipital por el cual pasa la arteria circunfleja de la escápula.
También forma junto con la cabeza larga del tríceps, el redondo mayor y el cuello quirúrgico del húmero, el cuadrilátero humerotricipital, por el cual pasan la arteria circunfleja humeral posterior, que la vasculariza y el nervio axilar que lo inerva.

## Irrigación
Irrigado por la arteria circunfleja humeral posterior, rama de la arteria axilar.

## Inervación y función
El músculo está inervado por el nervio axilar (C5-C6), proveniente del fascículo posterior. El daño a las fibras que inervan el músculo redondo menor es clínicamente significativa.
Los músculos subescapular, supraespinoso, infraespinoso y redondo menor forman el "manguito rotador" y son estabilizadores de la articulación gleno-humeral.
A veces un grupo de fibras musculares del músculo redondo menor puede estar fusionado con infraespinoso.